# Grande Forge (Chailland)
Pour les articles homonymes, voir Château de la Forge.
Les forges de Chailland sont d'anciennes forges situées dans un village du même nom dans la commune de Chailland en Mayenne sur l'Ernée. Le Château de la Forge est un château moderne qui été bâti presque sur l'emplacement de l'ancien manoir d'Aubert, il prend aujourd'hui le nom de la Forge, il est situé à 1 500 mètres au Nord du bourg. . La Grande Forge est une ancienne forge située à Chailland, en France. Elle est située à environ 2 kilomètres au nord-ouest du bourg, en bordure de la forêt de Mayenne. 

## Désignation
Hubert Jaillot indique le manoir d'Aubert avec sa chapelle et au Nord, à côté de la forge, un château, une chapelle, un moulin et la fenderie. La Carte de Cassini ne note que le château, le village de la Forge et la fendrie au Sud.

## Le Manoir d'Aubert
L'ancien manoir d'Aubert se situait à 2 kilomètres au Nord du bourg, entre l'Ernée et le ruisseau de Vaumorin. D'après un aveu de 1409, la seigneurie comprenait : « le herbergement, court et estraige et domaine d'Aubez, montant XX journaux de terre et journées à VI hommes de préz avecques les boys et vallées de X journaux », puis les domaines de la Rondelle, du Breil, de Mouhareu, les moulins d'Auber et de Mouhareu, usage dans la forêt, juridiction foncière et domanière et simple action personnelle. 
Le seigneur était tenu de faire payer au seigneur de Mayenne, à cause de sa châtellenie d'Ernée, XIV l. XIII s. VI d. de taille par les seigneurs de Montaudin, la Beuchère, Marolles, le Bailleul, le Mesnil-Barré, la Bresse. René Le Vayer, sieur du Saulay, demeure « aux forges de Mayenne, paroisse de Chailland » 4 février 1558. Ce texte du chartrier de Montecler suppose que les forges auraient appartenu au seigneur de Mayenne. 
L'acte d'acquisition fait en 1657 par le cardinal Jules Mazarin mentionne le fief, qui ne devait pas être incorporé au Duché de Mayenne, la maison seigneuriale, les domaine et métairies, le moulin et la fendrie d’Aubert avec la vieille fendrie. 

## Château actuel
Le château moderne domine la vallée profonde et accidentée de l'Ernée, et la lisière de la Forêt de Mayenne..

## Maupetit
Michel-René Maupetit avait occupé pendant la Terreur aux forges de Chailland], ses loisirs forcés à étudier religieusement les systèmes géologiques de Buffon et les théories météorologiques de Louis Cotte. Il donnait des leçons d'astronomie aux Demoiselles Martin de Ligonnière, quitte à prendre Jupiter pour Vénus. Il voyait des applications de son système dans « les gros rochers de Leubertière et de Chailland et les cavités d'Aubert et des roches de la Fendrie ».

## Chapelle
La chapelle de Saint-Jean et Sainte-Catherine d'Aubert dont il ne reste plus rien était très ancienne ; au XVe siècle, elle est desservie au château, plus tard dans l'église jusqu'en 1592, et de nouveau dans la chapelle,. Le 13 avril 1678, Armand-Charles de La Porte de La Meilleraye dota de 300 ₶ sur les fours à ban de Mayenne, la chapelle d'Aubert. 
C'est dans ce dernier emplacement qu'il fit construire depuis la chapelle de Saint-Charles. Cette chapelle dont le pignon est surmonté d'un petit clocheton, existe encore et servait à la fin du XIXe siècle de lieu de réunion à un patronage de jeunes gens. La chapelle qui remplace l'ancienne fondation de Saint-Jean d'Aubert, est un édifice roman. Les vitraux sont peints par Léon-Auguste Ottin (1878)

### La forge
La forge, établissement industriel important, a pendant près de trois siècles marqué l'histoire de Chailland. 
Les forges maintenant éteintes de Chailland étaient anciennes. La fondation de cette forge date du 8 juin 1550, date à laquelle François de Lorraine, seigneur de Mayenne, en donnait le bail. Il est hors de doute pourtant pour l'Abbé Angot que depuis cette date les Fontenailles, seigneurs d'Aubert, étaient propriétaires des forges. Leur existence à cette époque est d'ailleurs certaine. 
On y vient chercher le fer de Mayenne en 1560. La forge utilisait le bois de la forêt de Mayenne comme combustible et la force motrice de la rivière. Le minerai provenant principalement de la Fleuradière, des Rondelières et du Champ-Bouget, des hameaux qui appartenaient au Bourgneuf-la-Forêt. Le minerai de fer était rare dans le voisinage et il fallait l'aller chercher surtout dans la paroisse du Bourgneuf. Les cloutiers s'approvisionnaient à Chailland « de fer en verges, » 1664. 
Au XVIIe siècle, cette forge produisait 800 000 livres de « fer cassant ou ployant ». La fonte s'ajoutait dans une proportion notable à cette production. Le cardinal de Mazarin acheta la forge en 1657 et elle resta depuis une dépendance du duché de Mayenne.  
Les forges ne manquaient ni d'eau ni de bois, écrivait-on en 1680. Les forges de Villeneuve (Chailland) et d'Andouillé leur furent unies.  
A l'époque de la Révolution française, la production était sensiblement la même. Le service de la Forge occupait cinq cents ouvriers et quatre cents chevaux. L'insurrection et la guerre civile menaçaient en 1794 de ruiner l'industrie. Le 22 prairial an II, la forge est réquisitionnée par le Comité de salut public, pour la fonte des canons, et tous les voituriers occupés aux transports sont obligés de continuer sans exiger un salaire au-dessus de celui fixé par la loi. Le 17 messidor, toutes les paroisses voisines sont requises de voiturer des minerais.
Au XIXe siècle, en 1834, Henri de Chavagnac, marquis de Chavagnac acheta la forge, la forêt et les domaines alentour pour 1 400 000 francs de M. Martin-Abraham Holtermann, conseiller à la légation de Suède à Paris. La production était alors de 600 tonnes ; dix ans plus tard, elle descendait à 400 tonnes. Le traité de libre-échange, avec notamment la Grande-Bretagne amena peu à peu le déclin et la disparition de la forge vers 1863. Quelques ruines, des maisons d'ouvriers, le lit canalisé de la rivière sont tout ce qui reste d'une usine longtemps active et productive. L'édifice est inscrit au titre des monuments historiques en 1992.

## Sources et bibliographie
- « Grande Forge (Chailland) », dans Alphonse-Victor Angot et Ferdinand Gaugain, Dictionnaire historique, topographique et biographique de la Mayenne, Laval, A. Goupil, 1900-1910 [détail des éditions] (BNF 34106789, présentation en ligne)
- La métallurgie du Maine : de l'âge du fer au milieu du XXe siècle / ss la dir. scientifique de Jean-François Belhoste et Evelyne Robineau.-Monum : éd. du Patrimoine, 2003